# Карасу (Меркенський район)
Карасу́ (каз. Қарасу) — село у складі Меркенського району Жамбильської області Казахстану. Входить до складу Таттинського сільського округу.
Населення — 194 особи (2021; 288 у 2009, 258 у 1999, 194 у 1989).